# Djurgårdens IF Fotboll 1942/1943
Djurgårdens IF Fotboll, spelade 1942/1943 i Division 2 Norra, man kom på 6:e plats.
Med ett hemmapubliksnitt på 2201 blev Bo Björkman och Hans Stelius lagets bäste målskyttar med 8 mål vardera.